# Michel Della Negra (taekwondo)
Pour les articles homonymes, voir Michel Della Negra (homonymie).
Michel Della Negra, né le 10 juin 1957, est un taekwondoïste français.
Il remporte la médaille de bronze dans la catégorie des moins de 64 kg aux Championnats du monde de taekwondo 1983.